# Aubstadt
Aubstadt – miejscowość i gmina w Niemczech, w kraju związkowym Bawaria, w rejencji Dolna Frankonia, w regionie Main-Rhön, w powiecie Rhön-Grabfeld, wchodzi w skład wspólnoty administracyjnej Bad Königshofen im Grabfeld. Leży w Grabfeldzie, około 15 km na wschód od Bad Neustadt an der Saale, nad rzeką Milz.

## Demografia
| Rok  | Liczba mieszk. |
| ---- | -------------- |
| 1970 | 805            |
| 1987 | 750            |
| 2000 | 778            |
| 2005 | 785            |

## Oświata
(na 1999)

W gminie znajduje się 50 miejsc przedszkolnych (z 32 dziećmi) oraz szkoła podstawowa (7 nauczycieli, 94 uczniów).